# لولاگولا
لولاگولا (به لاتین: Lewellagolla) یک منطقهٔ مسکونی در سری‌لانکا است که در استان مرکزی (سری‌لانکا) واقع شده‌است.